# Hermann Szabolcs
Hermann Szabolcs (Csomaköz, Románia, 1990. november 19. –) erdélyi magyar karmester, a Szegedi Nemzeti Színház karmestere, az Aradi Filharmónia állandó vendégkarmestere, a Temesvári Nyugati Egyetem Zenei Fakultásának tanára és a Hermann Musik Egyesület elnöke.

## Életpályája
Zenei tanulmányait magánúton kezdte, majd a szatmárnémeti Kölcsey Ferenc Főgimnázium matematika-informatika szakot elvégezve 2009-ben elsőként veszik fel a kolozsvári Gheorghe Dima Zeneakadémia karmester szakára, Petre Sbârcea osztályába.  
Kolozsváron megalapította a KEL-kórust, mellyel több évig tevékenykedtek, mint a kolozsvári Piarista templom kórusa. 
2013-tól a Liszt Ferenc Zeneművészeti Egyetemen Ligeti András, Medveczky Ádám és Gál Tamás karmesterekkel tanulja tovább a szakmát. Az egyetemi évek alatt tanárai voltak még: Wilheim András, Horváth Balázs, Párkai István, Kutnyánszky Csaba, Erdei Péter, Klézli János. 2014-től a bécsi Zeneművészeti Egyetemen folytatja tanulmányait Simeon Pironkoff és Johannes Wildner tanítványaként. 
Több karmesterkurzuson vett részt és olyan mesterektől tanult, mint Eötvös Péter, Christian Ehwald, Hamar Zsolt, Konrad von Abel stb. 
2013-tól a Budapest józsefvárosi Szent József templom karnagya volt, majd 2015 szeptemberétől a szatmárnémeti Dinu Lipatti Állami Filharmónia vendégkarmestere lett. 
2015-ben létrehozza a Hermann Musik Egyesületet, melynek segítségével elindítja a Zenélő Ifjúság Mozgalmat. E mozgalom rendezvényei a Csomaközi Nyári Zenei Tábor, a Csomaközi Zenés Vasárnapok koncertsorozat, és a Csomaközi Kórustalálkozó. 2017-ben megalapítja a Szatmári Gyermekkart. 2015-től a Csomaközi Nyári Zenei Tábor művészeti vezetője és tanára. 
2016 októberétől 2020 szeptemberéig a budapesti Operettszínház karmestere. 2017 októberétől Selmeczi György tanársegédje a budapesti Színház- és Filmművészeti Egyetemen. 
Egyházzenei gyűjtése eredményeképpen a Téged, Isten, dicsérünk énekeskönyvben és orgonakönyvben kiadta a Szatmári Egyházmegyében szájról-szájra terjedt katolikus népénekeket. 
2019 októberétől az Aradi Állami Filharmónia állandó vendégkarmestere lett. 2022 októberétől a Temesvári Nyugati Egyetem Zenei Fakultásának karmestere és tanára. 
Karmesterként dolgozott több erdélyi és magyarországi filharmóniával.
Zeneszerzőként is aktív, A sokoldalú emberi hang, avagy Az igazmondó juhász története, valamint a Nyúlpásztor című zenés mesejátékait a Szolnoki Bartók Béla Nőikar ifjúsági koncertsorozatán közel 70 előadáson adták elő. A Szent István király mise és 8 Szent István király ének zenés kiadványa 2019 végén a nagyváradi Europrint kiadónál jelent meg.  
Több kórusátirata és versmegzenésítése van.

### Tevékenységei a Hermann Musik Egyesülettel
- Csomaközi Nyári Zenei Tábor (2015 óta minden nyáron, erdélyi és magyarországi fiatalok részvételével)[7]
- Csomaközi Zenés Vasárnapok[8] (2015-2016)
- Csomaközi Kórustalálkozó[9] (2016, 2018)
- I. Szatmári Gyermekkórus Találkozó[10] (2019)
- Ökomenikus Kórustalálkozó
- Orgonabemutatók Partiumban és Erdélyben

## Versenyeredmények, díjak, elismerések
- Országos Lantos Rezső Karvezető Verseny, Budapest, 2013, II. díj
- Hangkeltő Ifjúsági Zeneszerzőverseny, Budapest, 2022, 1. díj
- Romániai Országos Zeneszerzőverseny, Nagyvárad, 2021, 1. díj
- Országos Kortárszene Analízis Verseny, Kolozsvár, 2013, A kategória, I. díj
- Erdélyi Tudományos Diákköri Konferencia (ETDK), Zeneművészet és Zenetudomány szekció, Kolozsvár, 2013, II. díj
- Országos Lantos Rezső Karvezető Verseny, Budapest, 2012, III. díj, KÓTA-különdíj
- 2016, 2022: Alkotói-ösztöndíj, Kolozsvár
- 2015: Szatmár Megyei Tanács ’’Fiatal Szatmári Tehetség’’-díja
- 2015, 2016: Szent Imre-ösztöndíj, Budapest
- 2011/12-es tanév: Erasmus ösztöndíj, Liszt Ferenc Zeneművészeti Egyetem, Budapest
- 2013: Miniszteri ösztöndíj, Liszt Ferenc Zeneművészeti Egyetem, Budapest
- 2012, 2014: Demján Sándor Alapítvány ösztöndíja
- 2013: ’’ERSTE az elsőkért’’-ösztöndíj, Budapest
- 2014/15-ös tanév: Köztársasági ösztöndíj, Budapest
- 2014/15-ös tanév: Erasmus ösztöndíj, Universität für Musik und darstellende Kunst Wien

## Publikációk
- Téged, Isten, dicsérünk – énekeskönyv, orgonakönyv, Kiadó: Hermann Musik Egyesület, Csomaköz, 2017, készült a nagyváradi Europrint nyomdában[11]
- Kortárszene Analízis Verseny – A majáktól napjainkig – Cristian Bence-Muk: 21.12.2012, Kiadó: MediaMusica, Kolozsvár, 2012
- Hermann Szabolcs – Szent István király mise és 8 Szent István király ének, Kiadó: Europrint, Nagyvárad, 2019[12]